# 1809 en Grèce ottomane
Chronologie de la Grèce
- 1805
- 1806
- 1807
- 1808
- 1809
- 1810
- 1811
- 1812
- 1813

Cette page concerne les évènements survenus en 1809 en Grèce ottomane  :

## Naissance
- Moïse Allatini, entrepreneur.
- Amvrósios Damalás (el), commerçant et maire d'Ermoúpoli.
- Georgíou Damianós (el), écrivain grec, médecin et professeur d'université.
- Konstantínos Douroútis (el), industriel.
- Fotiní Kolokotróni (el), dame de compagnie.
- Panos Koronaios, militaire et personnalité politique.
- Kalliópi Papalexopoúlou (el), bienfaitrice.